# Літинський Тарас Зіновійович
Тарас Зіновійович Літинський (нар. 14 квітня 1981, Тернопіль) — український футболіст, що грав на позиції нападника і півзахисника. Найбільш відомий за виступами в клубі «Нива» з Тернополя у вищій українській лізі.

## Клубна кар'єра
Тарас Літинський розпочав виступи в дорослому футболі у 1999 році в складі аматорської команди «Сокіл-Оріон». У 2000 році Літинський перейшов до складу команди вищої української ліги «Нива» з Тернополя, проте не став у її складі гравцем основного складу, і більшість ігрового часу проводив у складі її фарм-клубу в другій лізі «Тернопіль-Нива-2». За підсумками сезону «Нива» вибула до першої ліги, проте й ній футболіст не отримав твердого місця в основі, загалом зігравши у складі головної тернопільської команди 24 матчі чемпіонату за два сезони. У 2002 році Тарас Літинський став гравцем команди першої ліги «Прикарпаття» з Івано-Франківська, проте й у цій команді він не став твердим гравцем основи, зігравши протягом сезону лише 11 матчів. У 2003 році Літинський повернувся до складу тернопільської «Ниви», яка на той час вибула до другої ліги, проте грав у ній лише півроку. Надалі до 2012 року Тарас Літинський грав у низці аматорських команд Тернопільської області.

## Особисте життя
Тарас Літинський є сином футболіста Зиновія Літинського.